# Nazlı Ilıcak
Ayşe Nazlı Ilıcak (nacida como Nazlı Çavuşoğlu, Ankara, 14 de noviembre de 1944) es una periodista, escritora y política turca. Ocupó el cargo de diputada del Fazilet Partisi (en español: Partido de la Virtud) tras ser electa en las elecciones generales de Turquía de 1999, perdiendo su asiento cuando el partido fue prohibido en 2001.

## Biografía

### Vida privada
Nacida en 1944, es hija de İhsan y Muammer Çavuşoğlu, un político y exministro del gobierno. Tiene un hermano que se llama Ömer Çavuşoğlu.
Asistió al TED Ankara College Foundation Schools, completando su educación secundaria en el Notre Dame de Sion Özel Fransız Lisesi. Ilıcak estudió Ciencias Políticas en la Universidad de Lausana.
En 1969, se casó con Kemal Ilıcak, editor del diario Tercüman, con quien fue madre de dos hijos; su esposo murió en 1993 por una hemorragia cerebral. Ilıcak se volvió a casar un año después con Emin Şirin, divorciándose en 2003.

### Carrera
Ingresó al mundo del periodismo después de la muerte de su padre en 1972. Tras ocupar en varios puestos en Tercüman, se convirtió en la editora del tabloide Bulvar. Más tarde escribió para los periódicos Meydan, Hürriyet, Akşam, Yeni Şafak, Takvim, Sabah y Bugün.
Ilıcak y una docena de otros destacados periodistas perdieron sus empleos en 2014 porque criticaron al gobierno.
En las elecciones generales turcas de 1999, se transformó en diputada por el Fazilet Partisi, pero perdió su escaño cuando el partido fue prohibido en 2001 y fue suspendida de su cargo durante cinco años. Su caso se discutió en el Tribunal Europeo de Derechos Humanos (Ilıcak v. Turkey n.º 15394/02), que dictaminó que esto era una violación de sus derechos humanos.
Ilicak continuó escribiendo artículos antigubernamentales defendiendo el movimiento Fethullah Gulen después de los incidentes del 17 al /25 de diciembre de 2013. Como muchos otros periodistas en Turquía, fue encarcelada en julio de 2016 por expresar sus opiniones en los medios.

## Obras
- Ar Damari Kar Damari
- 15 yil sonra 27 Mayis vargilaniyor
- Demokrasiyi beklerken
- 12 Mart cuntaları: demokrasinin sırtındaki hançer
- On altı yıl sonra Salim Başolʼu yargılıyoruz